# نبیولو پرینتک

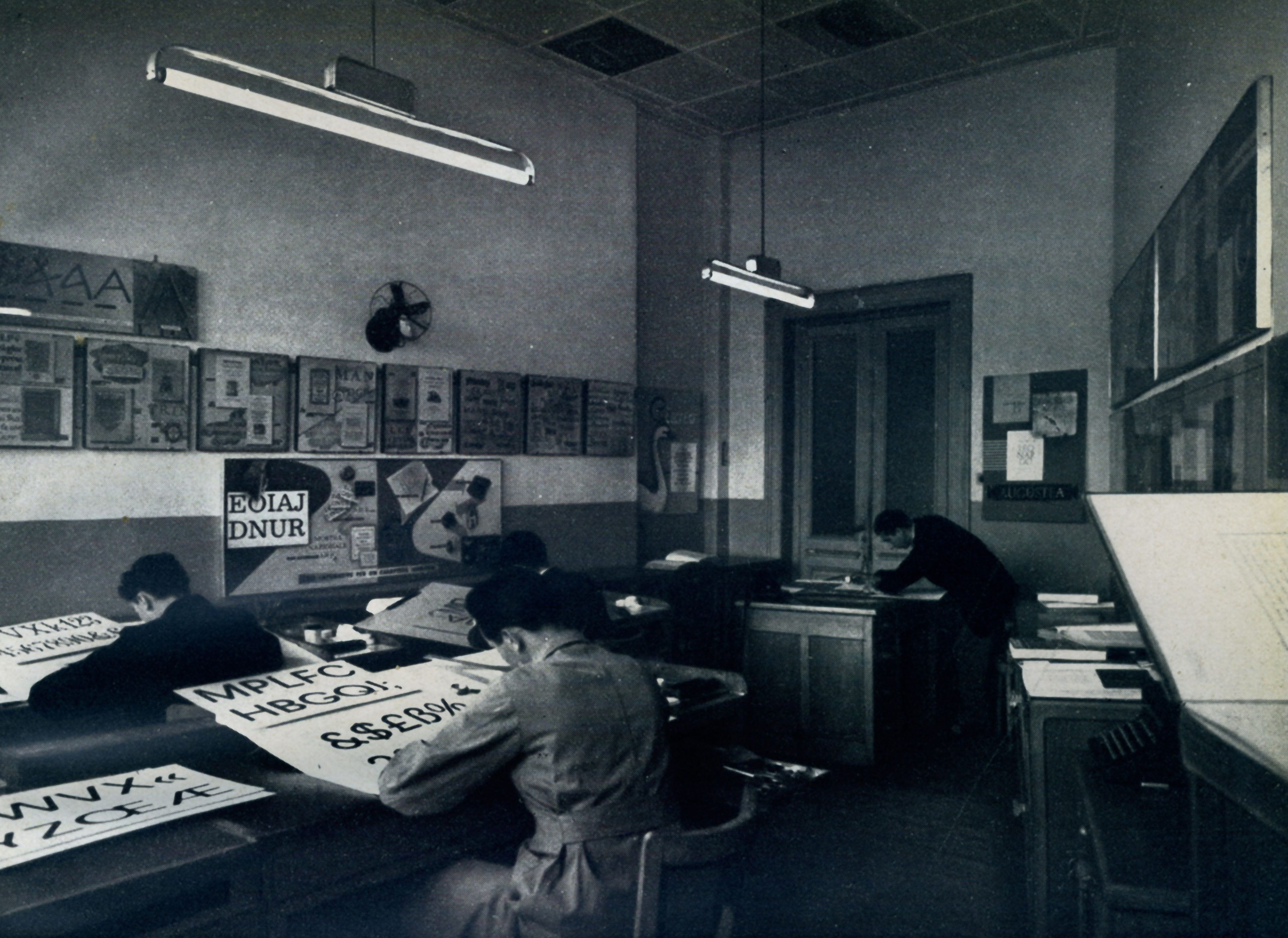
تصویری از شرکت نِبیولو پرینتک تولیدکننده ماشین چاپ‌فشاری و کاغذ که پیش‌تر شرکت ریخته‌گری بوده‌است.

نِبیولو پرینتک تولیدکننده ماشین چاپ‌فشاری و کاغذ و پیش‌تر شرکت ریخته‌گری بوده‌است. شرکت نبلیونو ایجاد شد هنگامی که نبیولو جیووانی در سال ۱۸۵۲ گونه‌ای ریخته‌گری در تورین ایتالیا خریداری کرد. در سال ۱۹۰۸ این شرکت ادغام شد با شرکت اورانیانا و تحت نام اوگوستا کار کرد و شروع به خرید بسیاری از ریخته‌گری‌های کوچک کرد. فیات این کسب و کار تولید ماشین چاپ را در سال ۱۹۷۸ را خرید.